# 可愛的浣熊
《浣熊拉斯卡爾》（日語：あらいぐまラスカル）為日本動畫公司製作的《世界名作劇場》系列第3部的動畫作品。改編自美國作家史坦林·諾斯的作品《我昔日的拉斯卡爾》（Rascal）。自1977年1月2日播至同年1977年12月25日，全52集。

## 故事
- 非常喜歡動物的11歲少年史坦林，有一天與朋友奧斯卡和家犬豪瑟一起到森林裡去釣魚，但不久後卻親眼目睹獵人打死母浣熊的遭遇。而那隻浣熊，卻還有著連眼睛都還沒張開的小浣熊。史坦林懇求獵人把小浣熊讓給他後把牠帶回家裡，將牠命名為「拉斯卡爾」，並用奶瓶中的牛奶等等的食品餵牠，小心翼翼的養育著牠。
- 不久在平安的環境長大的拉斯卡爾，在史坦林與好朋友奧斯卡、隔壁的少女瑪莎與馬唐尼布魯克一起愉快的玩耍。「史坦林養了一隻小浣熊」的事情傳遍了附近的家家戶戶的耳中。愛欺負人的雜貨店老闆兒子史倫米，非常羨慕擁有拉斯卡爾的史坦林。數次他強要史坦林把拉斯卡爾送給他，史坦林則多次與他對抗保護拉斯卡爾。這之中也發生過幫助新火車站長家的老奶奶的事情，史坦林與這家的女孩愛麗絲的關係非常好。
- 但是就算關係再好也是有極限的，拉斯卡爾到處搗蛋的事情漸漸被大家發現。而且拉斯卡爾也越來越皮，附近的田地被牠破壞得亂七八糟。住在附近的舒曼先生非常的痛恨拉斯卡爾，並且揚言要開槍殺了牠。史坦林無可奈何下只好做一個大大的籠子，把拉斯卡爾放在裡面繼續養育著牠，在那之後舒曼先生就把拉斯卡爾視為眼中釘。
- 史坦林的身心也受到很多事情的刺激，先是母親在故事中的時候生病死亡，還有在與拉斯卡爾生活的1年裡，父親的事業失敗。升學的事情也只有去密爾瓦基的姊姊家那裡才能夠完成，史坦林決定忍耐寂寞把拉斯卡爾放回森林去。用自己親手做的獨木舟送拉斯卡爾最後一程，告訴牠不要再回來找人類了。臨行前還叮囑拉斯卡爾要注意不要被獵人盯上，而後將拉斯卡爾帶到森林的深處去。在那不久之後，史坦林與父親還有朋友道別，一個人踏上了前往密爾瓦基的旅程。

### 關於浣熊的事情
- 北美的山林地區出產浣熊這樣的動物，由於雙手有一層角質而為了確認食物常常會有洗東西的動作。那種圓圓的臉孔、黑色的面罩，清洗東西的可愛動作讓一般人很難想像牠實際是一種非常神經質並且具有攻擊性的動物。特別是在浣熊成年的時候，攻擊性的增加會特別明顯。在該作品中也有描述到這個部分，因此與人類共同生活是不容易的。實際上養浣熊的飼主，說被咬和被抓傷是家常便飯(比貓還比螃蟹來的還有不可遙及的力量)。
- 對於浣熊來說，由於雙手非常靈活因此打開櫃子、扯開包裝、開門把等等都非常輕鬆。之前提到的野生問題，使用各式各樣的裝置的結果卻是徒勞無功，從驅除的結果來看(捕獲後是誰飼養的案例非常的少)被認為是沒有方法防止被害。在故事中，出現了受害者周圍稻田的農作物慘遭破壞。

### 相關事情
- 相同作品裡，由於在美國兒童文學上大受歡迎，所以就拍成電影，結果獲得很高的評價，其中也有拉斯卡爾快樂活動的場景，在首次播映過了四分之一世紀之後現在仍然不停的重複播放，是長久被喜愛的一部名作品。
- 為了這個原因在日本國內銷售的相關商品(角色商品)變的很多，2005年9月的時候也銷售很多這樣的商品，還有在2003年-2004年在7-Eleven進行販售拉斯卡爾的彩繪盤子的禮物。做為促銷商品而特別提供生產的禮物商品，有著充分的利益(便當等等的食品銷售量逐漸上升)的這種有趣的點子。
- 在最近，各個縣市的觀光勝地「當地的拉斯卡爾」，在發售中。
- 另一方面，不僅僅只是單純地上電視台有在播映，還有作為出租的出租錄影帶與錄影帶販賣店，受歡迎的錄影帶與DVD系列被放在一起，放置超過佔有店裡的成本，那些出租的媒體能提供一定的利益，曾經看過此作品的人都已經長大了，他們安心的讓孩子看這部作品，讓他們自己的小孩好好的觀賞這部闔家觀賞的動畫。
- 2005年11月，日本動畫公司從BANPRESTO那裡公認的角色商品，動畫最終話以雌性(メス)浣熊登場為動機，讓「拉斯卡爾&女朋友」的事情被發表。
- 在1998年~2000年時三菱Rayon的可菱水淨水器的吉祥物採用了拉斯卡爾。

### 幕後
- 在該作品中，拉斯卡爾的聲音(叫聲)是由野澤雅子擔任配音，為了這個角色所以她到動物園去觀察浣熊一整天，當時她得知的消息是“浣熊不會叫”這件事情。不過之後她在看電視時總算聽到浣熊的叫聲了，所以她就模仿那個叫聲。
- 當時，愛麗絲在原作中並沒有登場，她是動畫中的原創角色。還有其他，動畫裡加入了一些原創故事，故事的發展細節有部份有所差異。例如開頭的獵人並沒有登場，史坦林與奧斯卡在母浣熊與拉斯卡爾的「兄弟」們捕獲失敗後，他們就逃走了。史坦林的拳擊，父親事業的失敗與搬家等都是動畫原創的要素。

## 登場人物與配音員陣容

### 諾斯一家
史坦林‧諾斯
配音員：內海敏彥（日本）／李明幸（臺灣）
諾斯家的長男(小兒子)，1個11歲的少年。非常喜歡動物，因此在家中養了很多動物。喜好冒險，總是和朋友奧斯卡一起到森林裡四處閒逛。事實上其實他還有一個哥哥叫「赫雪爾．諾斯」，但是這在動畫裡卻把他哥哥赫雪爾這角色給刪除了。
威拉德‧諾斯
配音員：山內雅人（日本）／吳文民（臺灣）
史坦林的父親，55歲。是個穩重大方的人，史坦林做的事情從來不插手，他非常信賴著自己的兒子。在北達科他與蒙大拿有經營很多的農場，然而因為颱風的關係而全數毀滅，使的破產近在咫尺。愛車是奧斯摩比。
莎拉‧伊麗莎白‧尼爾遜‧諾斯
配音員：香椎邦子（日本）／龍顯蕙（臺灣）
史坦林的母親。是個非常親切的媽媽但是身體不好，心臟不太好，還有腸癌，在密爾瓦基的醫院動了手術後康復，但是在暑假時卻癌症再次復發而死亡。享年47歲。
西奧朵拉‧莫德‧諾斯
配音員：松尾佳子
諾斯家的大女兒。通稱：西奧。在嫁給亞瑟後，離開了家。在密爾瓦基與亞瑟一起生活著，開著Speed Of Star這樣的車。但她的駕車技術並不成熟總會讓人感到非常的危險。也有懼高症，所以對於高處的地方很沒輒。
潔西卡‧諾斯
配音員：芳賀滿
諾斯家的二女兒，23歲。芝加哥大學的學生，目前住在芝加哥。她有些地方很像男人，不過她卻是史坦林的溫柔姊姊。
亞瑟‧諾曼
配音員：桑原毅（日本）／梁興昌（臺灣）
西奧朵拉的丈夫。岳母發病的時候，還有岳父為事業所苦的時候，都有受到他的幫助。
哈克特夫人
配音員：麻生美代子
諾斯家僱用的女傭。不太喜歡動物，對於動物方面非常的嚴苛。但在被拉斯卡爾咬傷送醫後，她就辭職不做了。

### 桑德蘭一家
奧斯卡‧桑德蘭
配音員：鹿股裕司（日本）／龍顯蕙（臺灣）
史坦林的朋友。和史坦林的關係非常好，總是一起出去遊玩。可是每天被迫幫父親工作。
赫曼‧桑德蘭
配音員：石森達幸（日本）／梁興昌（臺灣）
奧斯卡的父親。是個對工作非常嚴厲的父親，奧斯卡如果偷懶了，總是會用鞭子鞭打他。喝酒喝最後還會發酒瘋。
葛瑞塔‧桑德蘭
配音員：野澤雅子
奧斯卡的母親。挪威人。是個感覺非常冷漠的母親，其實她是個非常溫柔的母親，告訴史坦林如何養育動物的方法。

### 史蒂曼一家
史倫米‧史蒂曼
配音員：瀧雅也（日本）／梁興昌（臺灣）
史坦林班上的少年，雜貨店索爾頓的兒子。他個性非常的壞，總是喜歡對史坦林惡作劇。好幾次和史坦林吵了起來，不過因為身體比較壯的他感覺比較容易獲勝，不過並非如此，因為每次打架時總是史坦林打贏了他，除非他使用卑鄙的方法才有可能會獲勝。在下暴風雪的時候，他還告訴大家說他奶奶說下暴風雪的時候惡魔會出現的這種傳聞。
索爾頓‧史蒂曼
配音員：緒方賢一（日本）／梁興昌（臺灣）
史倫米的父親，經營著雜貨店。對於史倫米態度很不好，但對史坦林卻非常親切。

### 舒曼一家
加布里耶爾‧舒曼
配音員：永井一郎（日本）／梁興昌（臺灣）
住在諾斯家隔壁的叔叔。家人除了湯姆外，好像還有妻子，不過他妻子卻沒出現過。他非常容易生氣又很討厭動物。坡在星期日的禮拜時的騷動，讓他打算用槍把牠射下來。還有在聽到康威家的瑪莎說史坦林的拉斯卡爾不見的時候，討厭動物的他，因為先前拉斯卡爾把他田地弄壞的原因，因此就想到準備一把獵槍去森林打算獵殺拉斯卡爾，後來被愛麗絲請來的康威給阻止。
湯姆‧舒曼
配音員：古谷徹（日本）／吳文民（臺灣）
加布里耶爾的兒子。住在芝加哥的往來的州立大學，是那裡的學生。對潔西卡有些微的好感。

### 康威一家
麥克‧康威
配音員：村瀨政彥（日本）／吳文民（臺灣）
住在諾斯家隔壁的叔叔。照顧賽馬唐尼布魯克，很討厭大的汽車。是個對人非常親切的叔叔。
瑪莎‧康威
配音員：貴家堂子（日本）／龍顯蕙（臺灣）
麥克的獨生女。年紀還小，遇到什麼事情都會讓她哭泣。很喜歡史坦林養的拉斯卡爾。
聽她的說法是，家人不是只有父親麥克而已，此外好像還有媽媽、爺爺與奶奶，不過都沒有出現過。

### 史蒂文生一家
愛麗絲‧史蒂文生
配音員：富永美衣奈（日本）／龍顯蕙（臺灣）
史蒂文生家的二女兒，1個11歲的少女。與史坦林和奧斯卡同年，總是在一起遊玩。非常擅長游泳和溜冰。
芙蘿拉‧史蒂文生
配音員：阪本真澄
史蒂文生家的大女兒，愛麗絲的姊姊。是個大美人，吸引村中男人們的關注。在與卡爾認識之後，變的非常喜歡卡爾。最後與卡爾結婚了。
詹姆斯‧史蒂文生
配音員：鈴木泰明（日本）／梁興昌（臺灣）
芝加哥的鐵路工程師，不過在作為布萊斯福特的新站長而搬家了。愛麗絲的父親，是個人很好的叔叔。
凱薩琳‧史蒂文生
配音員：坪井章子
詹姆斯的妻子。愛麗絲的母親，是個非常親切的母親。
克萊麗莎‧史蒂文生
配音員：京田尚子
詹姆斯的母親，對愛麗絲來說是奶奶。是個非常有活力，說話很快的人，有著很高貴的氣質。不過討厭一些令人不愉快的事情，對史坦林分親切。擅長製作果醬。

### 馬蒂一家
卡爾‧馬蒂
配音員：野島昭生（日本）／梁興昌（臺灣）
史坦林他們在科修科諾格湖畔遇到的青年。威拉德朋友伯特的兒子，在斯利雷克斯湖畔的諾薩尼爾飯店的經理。很喜歡自然和動物們。
伯特‧馬蒂
威拉德的朋友，卡爾的父親。
馬蒂
配音員：鹽見龍介
卡爾的叔叔，伯特的弟弟。卡爾是經理，而他是諾薩尼爾飯店的經營者。以前有想過要殺了愛惡作劇的小熊坦加的事情，但是他並沒有做，實際上他是個心地善良的人。

### 吉爾比一家
吉爾比
配音員：辻村真人
製作皮革製品的工人。妻子在多年前去世了。他所製作的皮革製品是一流的，亨里克的店裡所有的皮製品幾乎都是出於他的手藝。史坦林要送給父親威拉德的皮手套，就是他做的。
比利‧吉爾比
配音員：鹽屋翼
吉爾比的長子。和史坦林年紀相仿。
米克‧吉爾比
配音員：千千松幸子
吉爾比的小兒子。帶著眼鏡，年紀看起來與瑪莎相仿。
麗琪‧吉爾比
配音員：野村路子
吉爾比的長女。聖誕節前夕得了肺炎，史坦林就去請蓋因醫生為她治療。

### 史坦林的叔叔一家
弗雷德‧諾斯
配音員：大宮悌二
威拉德的弟弟。對史坦林來說是叔叔。根據他本人的敘述，他沒有威拉德頭腦那麼好，所以才做老百姓的生活。與威拉德不同，是個性格豪爽的叔叔。
莉莉安‧諾斯
配音員：杉田郁子
弗雷德的妻子。總是對史坦林很親切的嬸嬸。
查爾斯‧諾斯
配音員：倉石一曜
弗雷德的大兒子。
威爾弗雷德‧諾斯
配音員：龍田直樹
弗雷德的二兒子。
厄尼斯特‧諾斯
配音員：永久勳雄
弗雷德的三兒子。很喜歡學習新知識，不過為了幫家裡的事情，因此他並沒有上中學學習，非常的遺憾。

### 其他登場人物
米契爾醫生
配音員：寺島幹夫（日本）／梁興昌（臺灣）
在密爾瓦基醫院裡的醫生。幫伊麗莎白執刀動癌手術。
胡頓牧師
配音員：上田敏也（日本）／梁興昌（臺灣）
教堂的牧師。是個態度溫和的伯伯。但是史坦林所飼養的烏鴉坡在教堂築巢，對坡每天的騷擾他感到很困擾。好像是人類學者家厄尼斯特‧阿爾伯特‧胡頓的父親。
惠倫老師
配音員：杉山佳壽子（日本）／龍顯惠（臺灣）
史坦林上學的班級的女老師。對史坦林他們很溫柔也很嚴厲，是個非常好的老師。很怕青蛙，不過卻是很喜歡動物，因此也讓大家看看拉斯卡爾洗食物的地方，此外她也很擅長釣小龍蝦。
茱蒂‧米契爾
配音員：野澤雅子
史坦林的同班同學，是個很普通的少女。在第1話正確的回答出惠倫老師所說的地圖上的位置。
康寧漢
配音員：大見川高行
史坦林的同班同學，釣魚的朋友。
艾倫
配音員：柳田洋
史坦林的同班同學，與史倫米是朋友的少年。飼養著名叫裘克的狗。
班
配音員：鈴木博
史坦林的同班同學，與史倫米是朋友的少年。
富蘭克林‧康納利
配音員：吳文民（臺灣）
在教堂舉行結婚的新郎，因為受不了臭鼬的屁味，結果拋下海倫從教會逃走了。
海倫‧柯特
在教堂舉行結婚的新娘，好像是加布里耶爾的姪女。由於聞到臭鼬的屁味差點昏倒，但是看到富蘭克林拋下她逃走時整個昏倒。結婚好像沒有結成的樣子。
馬丁‧羅素
配音員：飯塚昭三（日本）／吳文民（臺灣）
有名的黑人拳擊手。每次比賽時因為輸給他這個非常強的黑人，所以馬丁的比賽全部都是KO獲勝。但是隨著年齡增長，最近的比賽也有輸過。
亨利
配音員：綠川稔（日本）／梁興昌（臺灣）
馬丁的經紀人，威拉德的老朋友。有次車子故障時與馬丁一起住在史坦林的家裡。
蓋因醫生
配音員：吉澤久嘉（日本）／梁興昌（臺灣）
布萊斯福特裡唯一的醫生，史坦林的母親出院後再度倒下時，是他看診的，幾天後史坦林的母親伊麗莎白就過世了。
李蘭
配音員：伊東幸子
在蓋因醫生身邊做護士的阿姨，看到史坦林他們帶來看病的病患是隻浣熊，嚇了一跳。
法蘭克‧艾許
配音員：綠川稔
幫卡爾找回結婚戒指的人，史坦林在「周日晚間郵報」打工的主編。
麥考伊
配音員：青森伸
布萊斯福特裡的蔬菜店老闆。史坦林在這裡賣了自己田地裡種的豆子，此外桑德蘭父子也會把收成的豆子帶到這裡賣。
雷貝特
配音員：村瀨正彦
住在諾斯家附近的叔叔。是製作槍的名人，在拉斯卡爾把他的玉米田破壞的時候，打算開槍射殺拉斯卡爾。
吉姆‧范德
配音員：今西正男→(某段時間：村瀨正彦)
住在布萊斯福特的洗衣店老闆。在諾斯家的母親伊麗莎白死了之後，他就被諾斯家的人雇用的洗衣服。每次和拉斯卡爾見面時，總是給牠糖果吃，是個溫柔的叔叔。
哈利
住在布萊斯福特的蔬果店老闆。
普林格爾
住在布萊斯福特的肉店老闆。總是非常親切的給豪瑟好吃的肉。
亨里克‧哈爾曼
配音員：槐柳二
史坦林的父親去買聖誕節禮物皮手套店的老闆。
賈斯‧夏德維克
配音員：北山年夫
住在布萊斯福特的馬用品店老闆，從事這行業已經40年了。最近，街上的人都在使用汽車，感嘆使的要用馬用品的人減少，因此視汽車為眼中釘。
哈里斯
配音員：杉田俊也
一個人獨自住在布萊斯福特的山丘上面的舊房子的一1位老人。他很溫和的迎接約一年沒來訪的史坦林，幾天後卻得了西班牙感冒而死。享年96歲。
安娜
配音員：遠藤晴
史蒂文生家的人還住在芝加哥的時候，住在他們隔壁的老奶奶。和克萊麗莎奶奶的關係很好。
華爾特‧戴比特
配音員：勝田久
威拉德在工作上認識的人，與威拉德經營的農場有很深關係的叔叔。
湯瑪斯
配音員：綠川稔
布萊斯福特站的前站長。
老婦人
配音員：稻葉松子
史坦林搭火車時遇到與貓咪珊蒂在一起的老婦人。
旁白
配音員：坪井章子
本故事的解說員。擔任下集預告的部分。

### 動物
拉斯卡爾
配音員：野澤雅子
史坦林在溫特沃斯森林裡撿到的浣熊。牠的母親被獵人槍殺，所以史坦林就好心的養育著牠，不過在長大後變的越來越會惡作劇，所以只好把牠關道籠子裡。喜歡金光閃閃的物品，還有玉蜀黍和蜂蜜也是。
豪瑟
史坦林所飼養的聖伯納德犬。牠總是很好心的照料著拉斯卡爾，在史坦林所飼養的動物中，唯一可以站立的動物。很討厭坐汽車。
愛德加‧愛倫‧坡
史坦林所飼養的烏鴉。總是和拉斯卡爾爭寵。因為牠一直給教堂附近的人們添麻煩，所以讓附近的住戶都很討厭牠。拉斯卡爾的食物與哈克特夫人做的料理牠總是想去搶奪。對於史坦林喜歡著拉斯卡爾，牠對拉斯卡爾起了很強烈的忌妒心。並且更近一步搶奪拉斯卡爾的東西。對於史坦林為何一直養著牠卻很不可思議。順便一提，牠的名字是來自於有名的推理小說家『愛德加‧愛倫‧坡』。創造【怪人二十面相】裡的明智小五郎的著名小說家江戶川亂步的筆名就是從這裡來的。
臭鼬
史坦林所飼養的4隻臭鼬。因為放臭屁的大騷動，所以他只好把牠們放回森林去了。
吉米
史倫米所飼養的鸚鵡。在放棄拉斯卡爾後，史倫米開始飼養並教其話語，史倫米因為所教他的話而開始變壞。
裘克
艾倫所飼養的狗。看著非常恐怖的豪瑟，打算和牠一起打架，但是看見豪瑟變的很恐怖就逃走了。
幸運
奧斯卡所飼養的青蛙。可以跳躍4公尺的大青蛙。可是在跳躍比賽的前一天被烏鴉坡給挑釁，從高空摔落而死。
幸運二世
幸運死亡後，為了跳躍比賽所發現的青蛙。奧斯卡將牠命名為幸運二世，但是最後牠贏了史倫米的青蛙。隨後輸了的史倫米用腳踩牠，使得幸運二世也同樣死了。
金傑
卡爾在諾薩尼爾飯店所飼養的狗。好像能和森林裡的動物們通話。牠與拉斯卡爾的關係很好。
安妮
在科修科諾格湖畔遇見的熊。從前與人類很接近，也會來諾薩尼爾飯店來遊玩。但是沒有良心的飯店客人卻用槍打牠，讓牠變的很討厭人類。
坦加
住在諾薩尼爾飯店附近的小熊。雖是野生的小熊，但是和人類很親近。
克麗奧佩特拉
住在諾薩尼爾飯店附近的浣熊。很親近人類，與拉斯卡爾的關係非常好。
名字的由來，可能是著名的埃及艷后『克麗奧佩特拉』。
唐尼布魯克
康威先生所照顧的賽馬。跑的很快。愛爾蘭營地的比賽與詹姆斯維爾的都市大會的時候，都是跑第1名。牠和拉斯卡爾相處的很好。
泰迪
弗雷德叔叔家飼養的白色小馬。有著很強健的力量，讓駕馭的人都能同感深受。
奈力
弗雷德叔叔家飼養的黑色小馬。
露西
弗雷德叔叔家飼養的乳牛。史坦林來到弗雷德叔叔家的時候，露西生了蘿西。
蘿西
露西生下的小牛。是頭母牛在弗雷德叔叔家被當成乳牛飼養。
珊蒂
史坦林往密爾瓦基所乘坐的火車上，遇到的老婦人所飼養的貓咪。

## 主題歌、插入歌
- 片頭曲『到洛克河去』(第1話~第52話)
  - 作詞：岸田衿子、歌：大杉久美子、聖瑪莉兒童合唱團、哥倫比亞搖籠會、作曲：渡邊岳夫、編曲：松山祐士
- 片尾曲『過來拉斯卡爾』(第1話~第52話)
  - 作詞：岸田衿子、歌：大杉久美子、作曲：渡邊岳夫、編曲：松山祐士
- 插入歌1『釣魚去』
  - 作詞：岸田衿子、歌：大杉久美子、作曲：渡邊岳夫、編曲：松山祐士
- 插入歌2『淘氣的孩子坡』
  - 作詞：岸田衿子、歌：大杉久美子、作曲：渡邊岳夫、編曲：松山祐士
- 插入歌3『燃燒的夕陽』
  - 作詞：岸田衿子、歌：大杉久美子、作曲：渡邊岳夫、編曲：松山祐士
- 插入歌4『早安！唐尼布魯克』【Good morning！ Donny Brook】
  - 作詞：岸田衿子、歌：大杉久美子、聖瑪莉兒童合唱團、作曲：渡邊岳夫、編曲：松山祐士
- 插入歌5『好棒的獨木舟』
  - 作詞：岸田衿子、歌：大杉久美子、聖瑪莉兒童合唱團、作曲：渡邊岳夫、編曲：松山祐士
- 插入歌6『當再見的時刻來臨』
  - 作詞：岸田衿子、歌：大杉久美子、作曲：渡邊岳夫、編曲：松山祐士

## 各話列表
| 話數 | 日文標題 | 中文標題                   | 播放日期       | 腳本              | 分鏡     | 導演              | 作畫監督   |
| ---- | -------- | -------------------------- | -------------- | ----------------- | -------- | ----------------- | ---------- |
| 1    |          | 我的黑色可愛寵物           | 1977年1月2日   | 宮崎 晃           | 奧田誠治 | 遠藤政治、齊藤 博 | 小川隆雄   |
| 2    |          | 我的新朋友                 | 1977年1月9日   | 宮崎 晃           | 森 光    | 遠藤政治、齊藤 博 | 小川隆雄   |
| 3    |          | 友情                       | 1977年1月16日  | 宮崎 晃           | 森 光    | 遠藤政治、齊藤 博 | 小川隆雄   |
| 4    |          | 密爾瓦基的月亮             | 1977年1月23日  | 宮崎 晃           | 御廚恭輔 | 遠藤政治、齊藤 博 | 小川隆雄   |
| 5    |          | 給奧斯卡的禮物             | 1977年1月30日  | 宮崎 晃           | 森 光    | 遠藤政治、齊藤 博 | 櫻井美知代 |
| 6    |          | 再見了！臭鼬們             | 1977年2月6日   | 宮崎 晃           | 森 光    | 遠藤政治、齊藤 博 | 櫻井美知代 |
| 7    |          | 馬與汽車哪個比較快         | 1977年2月13日  | 宮崎 晃           | 森 光    | 遠藤政治、齊藤 博 | 櫻井美知代 |
| 8    |          | 青蛙與拳擊                 | 1977年2月20日  | 宮崎 晃           | 富野喜幸 | 遠藤政治、齊藤 博 | 櫻井美知代 |
| 9    |          | 媽媽回家了                 | 1977年2月27日  | 宮崎 晃           | 御廚恭輔 | 遠藤政治、齊藤 博 | 櫻井美知代 |
| 10   |          | 第一次探險                 | 1977年3月6日   | 宮崎 晃           | 富野喜幸 | 遠藤政治、齊藤 博 | 櫻井美知代 |
| 11   |          | 消失的方糖                 | 1977年3月13日  | 宮崎 晃           | 富野喜幸 | 遠藤政治、齊藤 博 | 櫻井美知代 |
| 12   |          | 書與1分銅幣                | 1977年3月20日  | 宮崎 晃           | 齊藤博   | 遠藤政治、齊藤 博 | 櫻井美知代 |
| 13   |          | 暑假的第一天               | 1977年3月27日  | 宮崎 晃           | 富野喜幸 | 遠藤政治、齊藤 博 | 櫻井美知代 |
| 14   |          | 沒有母親的孩子             | 1977年4月3日   | 宮崎 晃           | 御廚恭輔 | 遠藤政治、齊藤 博 | 櫻井美知代 |
| 15   |          | 希望能與愛麗絲成為朋友     | 1977年4月10日  | 宮崎 晃           | 富野喜幸 | 遠藤政治、齊藤 博 | 櫻井美知代 |
| 16   |          | 歡樂派對的夜晚             | 1977年4月17日  | 宮崎 晃           | 齊藤 博  | 遠藤政治、齊藤 博 | 櫻井美知代 |
| 17   |          | 拉斯卡爾的冒險             | 1977年4月24日  | 宮崎 晃、佐藤嘉助 | 富野喜幸 | 遠藤政治、齊藤 博 | 遠藤政治   |
| 18   |          | 在森林裡遇到不可思議的青年 | 1977年5月1日   | 宮崎 晃、佐藤嘉助 | 富野喜幸 | 遠藤政治、齊藤 博 | 遠藤政治   |
| 19   |          | 拉斯卡爾與玉蜀黍           | 1977年5月8日   | 宮崎 晃、佐藤嘉助 | 富野喜幸 | 遠藤政治、齊藤 博 | 遠藤政治   |
| 20   |          | 史坦林的悲傷               | 1977年5月15日  | 宮崎 晃、佐藤嘉助 | 山崎修二 | 遠藤政治、齊藤 博 | 遠藤政治   |
| 21   |          | 危險啊！拉斯卡爾           | 1977年5月22日  | 宮崎 晃、佐藤嘉助 | 富野喜幸 | 遠藤政治、齊藤 博 | 遠藤政治   |
| 22   |          | 森林、湖畔與朋友們         | 1977年5月29日  | 宮崎 晃、佐藤嘉助 | 池野文雄 | 遠藤政治、齊藤 博 | 遠藤政治   |
| 23   |          | 卡爾的災難                 | 1977年6月5日   | 宮崎 晃、佐藤嘉助 | 太田 信  | 遠藤政治、齊藤 博 | 遠藤政治   |
| 24   |          | 衝吧！衝吧！我們的獨木舟   | 1977年6月12日  | 宮崎 晃、佐藤嘉助 | 富野喜幸 | 遠藤政治、齊藤 博 | 遠藤政治   |
| 25   |          | 在森林裡發現的小鹿         | 1977年6月19日  | 宮崎 晃、佐藤嘉助 | 池野文雄 | 遠藤政治、齊藤 博 | 遠藤政治   |
| 26   |          | 森林與湖畔的夏日祭典       | 1977年6月26日  | 宮崎 晃、佐藤嘉助 | 富野喜幸 | 遠藤政治、齊藤 博 | 遠藤政治   |
| 27   |          | 項圈與皮繩                 | 1977年7月3日   | 宮崎 晃、佐藤嘉助 | 池野文雄 | 遠藤政治、齊藤 博 | 遠藤政治   |
| 28   |          | 關在籠子裡                 | 1977年7月10日  | 宮崎 晃、佐藤嘉助 | 富野喜幸 | 遠藤政治、齊藤 博 | 遠藤政治   |
| 29   |          | 飛向星空                   | 1977年7月17日  | 宮崎 晃、加藤 盟  | 齊藤 博  | 遠藤政治、齊藤 博 | 遠藤政治   |
| 30   |          | 不要太小氣                 | 1977年7月24日  | 宮崎 晃、加藤 盟  | 富野喜幸 | 腰 繁男           | 遠藤政治   |
| 31   |          | 煙火施放的日子             | 1977年7月31日  | 宮崎 晃、加藤 盟  | 池野文雄 | 腰 繁男           | 遠藤政治   |
| 32   |          | 候鳥返家的時候             | 1977年8月7日   | 宮崎 晃、加藤 盟  | 池野文雄 | 腰 繁男           | 遠藤政治   |
| 33   |          | 唐尼布魯克的勝利           | 1977年8月14日  | 宮崎 晃、加藤 盟  | 富野喜幸 | 腰 繁男           | 遠藤政治   |
| 34   |          | 陰錯陽差的信               | 1977年8月21日  | 宮崎 晃、加藤 盟  | 池野文雄 | 腰 繁男           | 遠藤政治   |
| 35   |          | 卡爾與芙蘿拉               | 1977年8月28日  | 宮崎 晃、加藤 盟  | 山崎 博  | 腰 繁男           | 遠藤政治   |
| 36   |          | 等待的老人                 | 1977年9月5日   | 宮崎 晃、加藤 盟  | 池野文雄 | 腰 繁男           | 遠藤政治   |
| 37   |          | 早晨擠牛奶                 | 1977年9月12日  | 宮崎 晃、加藤 盟  | 富野喜幸 | 腰 繁男           | 遠藤政治   |
| 38   |          | 美好的回憶                 | 1977年9月19日  | 宮崎 晃、加藤 盟  | 池野文雄 | 腰 繁男           | 遠藤政治   |
| 39   |          | 被遺忘的生日               | 1977年9月26日  | 宮崎 晃           | 富野喜幸 | 腰 繁男           | 遠藤政治   |
| 40   |          | 初雪的夜晚                 | 1977年10月3日  | 宮崎 晃           | 富野喜幸 | 腰 繁男           | 遠藤政治   |
| 41   |          | 稀奇的病患                 | 1977年10月10日 | 宮崎 晃、加藤 盟  | 森 光    | 腰 繁男           | 櫻井美知代 |
| 42   |          | 快到聖誕節了               | 1977年10月17日 | 宮崎 晃、太田省吾 | 池野文雄 | 腰 繁男           | 櫻井美知代 |
| 43   |          | 好棒的禮物                 | 1977年10月24日 | 宮崎 晃、太田省吾 | 池野文雄 | 腰 繁男           | 櫻井美知代 |
| 44   |          | 冰上的戰鬥                 | 1977年10月31日 | 宮崎 晃、太田省吾 | 富野喜幸 | 腰 繁男           | 櫻井美知代 |
| 45   |          | 媽媽給的一巴掌             | 1977年11月7日  | 宮崎 晃、太田省吾 | 池野文雄 | 腰 繁男           | 櫻井美知代 |
| 46   |          | 爸爸落寞的臉               | 1977年11月14日 | 宮崎 晃、太田省吾 | 池野文雄 | 腰 繁男           | 櫻井美知代 |
| 47   |          | 站起來的小牛               | 1977年11月21日 | 宮崎 晃、太田省吾 | 富野喜幸 | 腰 繁男           | 櫻井美知代 |
| 48   |          | 馴服強悍的馬               | 1977年11月28日 | 宮崎 晃、太田省吾 | 池野文雄 | 腰 繁男           | 櫻井美知代 |
| 49   |          | 雪屋                       | 1977年12月4日  | 宮崎 晃、太田省吾 | 森 光    | 腰 繁男           | 櫻井美知代 |
| 50   |          | 獨木舟的下水式             | 1977年12月11日 | 宮崎 晃、太田省吾 | 池野文雄 | 腰 繁男           | 櫻井美知代 |
| 51   |          | 剩下最後一個星期           | 1977年12月18日 | 宮崎 晃、太田省吾 | 池野文雄 | 腰 繁男           | 櫻井美知代 |
| 52   |          | 離別與出發的時刻           | 1977年12月25日 | 宮崎 晃、太田省吾 | 森 光    | 腰 繁男           | 櫻井美知代 |

## 相關項目
- POKAPOKA森林的拉斯卡爾
- 威斯康辛州
- 近江知永-「浣熊拉斯卡爾」由於播映30周年的紀念，重唱「到洛克河去」
- 自動問卷作成-把裡面「ら」字拿掉轉變成「あいぐまスカル」(愛熊史卡爾)的這種俏皮話存在。

## 外部連結
- 可愛的浣熊（動畫）在動畫新聞網百科全書中的資料（英文）
- （日語） 好喜歡拉斯卡爾！拉斯卡爾30周年
- 互联网电影数据库（IMDb）上《可愛的浣熊》的资料（英文）

## 作品的變遷
| 台灣 國興衛視 星期一至五 18:00~19:00 | 台灣 國興衛視 星期一至五 18:00~19:00        | 台灣 國興衛視 星期一至五 18:00~19:00 |
| ------------------------------------ | ------------------------------------------- | ------------------------------------ |
|                                      | 小浣熊 （2012.08.03 - 2012.09.07）          |                                      |
| 靈犬雪麗 （2012.06.29 - 2012.08.02） | 綠野仙蹤 (童話) （2012.09.10 - 2012.10.15） |                                      |

| 台灣 國興衛視 星期一至五 17:00 - 18:00 | 台灣 國興衛視 星期一至五 17:00 - 18:00 | 台灣 國興衛視 星期一至五 17:00 - 18:00 |
| -------------------------------------- | -------------------------------------- | -------------------------------------- |
|                                        | 小浣熊 (2013.11.04 - 2013.12.09)       |                                        |
| 水戶黃門 (2013.10.02 - 2013.11.01)     | 靈犬雪麗 (2013.12.10 - 2014.01.15)     |                                        |